# Hector Lombard
Héctor Miguel Lombard Pedrosa (ur. 2 lutego 1978 w Matanzas) – kubański judoka i zawodnik mieszanych sztuk walki (MMA), posiadający obywatelstwo australijskie. Uczestnik Igrzysk Olimpijskich 2000 w judo. Mistrz australijskiej organizacji Cage FC (2007-2012) oraz amerykańskiej Bellator FC (2009-2012) w wadze średniej (84 kg). W latach 2012–2018 związany z organizacją UFC, określaną jako najlepsza organizacja MMA na świecie.
Lombard znany jest pod trzema przydomkami. Począwszy od początku swojej kariery jako „Shango”, nawiązujący do karaibskiego bóstwa reprezentującego grzmoty i błyskawice, następnie jako „Lightning” do nazywania siebie tzw. błyskawicą, podczas swojej kariery zawodniczej w Bellatorze i początku w UFC oraz od sierpnia 2014 znany pod pseudonimem „Showeather”.

## Kariera w judo
Wywodzi się z judo (4 dan), które zaczął trenować w wieku 10 lat. W 1997 roku został mistrzem Kuby juniorów w kategorii 73 kg. W następnym roku rozpoczął starty wśród seniorów. Trzykrotnie wygrał mistrzostwo kraju (1999-2001).
Reprezentował Kubę na igrzyskach olimpijskich w Sydney w 2000 roku. W turnieju wagi lekkiej (73 kg) stoczył dwie walki − wygrał przez ippon z Egipcjaninem Haithamem Awadem, po czym został wyeliminowany, również przez ippon, przez Ukraińca Hennadija Biłodida.
W 2001 roku dwukrotnie stanął na podium turniejów zaliczanych do Pucharu Świata: był 2. w Grand Prix Austrii i 3. w World Masters w Monachium.
W 2002 roku zdecydował się opuścić komunistyczną Kubę i zbiegł do Australii. Ożenił się tam i otrzymał obywatelstwo tego kraju. Po raz ostatni startował w judo w 2004 roku, gdy wygrał Grand Prix Australii (w wadze półśredniej i open).

## Kariera MMA

### Wczesna kariera
Z powodu słabej znajomości języka angielskiego miał trudności ze znalezieniem dobrze płatnej pracy, dlatego też postanowił zostać profesjonalnym zawodnikiem MMA. Zadebiutował we wrześniu 2004 roku. Walcząc na terenie Australii, wygrał pięć walk, co zaowocowało w 2006 roku zaproszeniem go do udziału w prestiżowym turnieju PRIDE 2006 Welterweight Grand Prix japońskiej organizacji PRIDE Fighting Championships. Odpadł z niego po pierwszej walce, przegrywając przez decyzję sędziów z o wiele bardziej doświadczonym Japończykiem Akihiro Gōno. W tym samym roku stoczył w Japonii jeszcze jeden pojedynek − na gali Bushido 13 uległ również przez decyzję Gegardowi Mousasiemu.

### Cage Fighting Championship
W 2007 roku Lombard zaczął walczyć dla nowo powstałej australijskiej organizacji Cage Fighting Championship (CFC). W listopadzie tego samego roku pokonał Francuza Jeana-François Lenogue'a i zdobył mistrzostwo CFC w wadze średniej (84 kg). Następnie, w latach 2008-2011 siedmiokrotnie je obronił, zwyciężając wszystkich pretendentów przed czasem.

### Bellator
Kontrakt z CFC nie zawierał klauzuli wyłączności, więc w 2009 roku Lombard związał się również z amerykańską organizacją Bellator Fighting Championships. W tym celu wyemigrował na stałe do USA, osiadł na Florydzie i podjął treningi w klubie American Top Team, gdzie otrzymał od Marcusa Silveiry czarny pas w brazylijskim jiu-jitsu.
W czerwcu 2009 roku wygrał inauguracyjny, 8-osobowy turniej Bellatora w wadze średniej, pokonując w finale przez TKO Jareda Hessa (gala Bellator 12), i tym samym zdobył mistrzostwo organizacji. 28 października 2010 roku w obronie tytułu pokonał przez jednogłośną decyzję Rosjanina Aleksandra Szlemienkę.

### UFC
W styczniu 2012 roku wygasł jego kontrakt z Bellatorem. W kwietniu związał się z największą organizacją MMA na świecie, Ultimate Fighting Championship. Zadebiutował w niej 21 lipca, w walce przeciwko Timowi Boetschowi. Typowany na faworyta Kubańczyk nie sprostał Amerykaninowi i przegrał na punkty. Pierwsze zwycięstwo w UFC zanotował 16 grudnia tego samego roku, gdy wygrał przez nokaut z Rousimarem Palharesem. Jednak już w następnej walce, 3 marca 2013 roku, przegrał na punkty z byłym pretendentem do pasa mistrzowskiego, Yūshinem Okamim. W wyniku tego niepowodzenia zdecydował się przejść do wagi półśredniej (do 77 kg), w której pokonał następnie Nate'a Marquardta i Jake'a Shieldsa, stając się jednym z kandydatów do walki o mistrzostwo organizacji w tej kategorii. 3 stycznia 2015 pokonał na punkty Josha Burkmana lecz po walce okazało się, że był na dopingu - w jego organizmie znaleziono ślady sterydów anabolicznych. W związku z tym, został zawieszony przez komisję sportową na rok oraz odebrano mu bonus finansowy, który otrzymał od organizacji.

## Kariera boksu na gołe pięści

### BKFC
8 października 2019 ogłoszono, że Lombard opuścił UFC i podpisał kontrakt z Bare Knuckle FC, amerykańską federacją organizującą gale w formule boksu na gołe pięści (ang. bare-knuckle boxing). Były pracodawca (UFC) podał także informację, że we wrześniu rozwiązało kontrakt Lombarda.
Pierwotnie oczekiwano, że Lombard zawalczy przeciwko weteranowi UFC, Joe Riggs'owi w lutym 2020 roku. Jednak w styczniu firma Bare Knuckle FC ogłosiła, że ostatecznie zamiast starcia z Riggsem Lombard podczas walki wieczoru gali BKFC 10 zmierzy się z Davidem Mundellem. 15 lutego Lombard wygrał walkę jednogłośnie na punkty.
W drugiej walce na gołe pięści, którą stoczył 11 września 2020 zmierzył się z innym weteranem UFC, Kendallem Grove'em na gali BKFC 12. Już po niespełna 2 minutach rundy pierwszej wygrał walkę przez nokaut w pierwszej rundzie.
Następnie Lombard ostatecznie zmierzył się z niedoszłym rywalem, Joe Riggsem o inauguracyjne mistrzostwo BKFC w wadze cruiser na BKFC 18 26 czerwca 2021. Wygrał walkę przez techniczny nokaut w czwartej rundzie, dzięki czemu zdobył mistrzowski pas. Zaraz po walce wywiad Lombarda został przerwany przez innego zawodnika BKFC, Lorenzo Hunta, w wyniku czego Lombard dwukrotnie uderzył Hunta w twarz, rozpoczynając drobną bójkę zawodników. Do walki Lombarda z Huntem doszło w terminie 12 listopada 2021 podczas gali BKFC 22, na której to Lombard bronił po raz pierwszy tytuł. Po pięciorundowej batalii przegrał z rywalem jednogłośną decyzją sędziowską, tym samym tracąc pas w pierwszej obronie.

### Gromda
8 września 2023 polska federacja Gromda, ogłosiła zakontraktowanie Hectora Lombarda.

## Życie prywatne
Podczas pobytu w Australii poznał swoją przyszłą żonę, z którą zamieszkał w Gold Coast. W 2006 roku para przywitała na świecie syna Leonardo.